# Maxillopoda
Maxillopoda è una classe di crostacei, di piccole dimensioni (microcrostacei), il cui corpo è organizzato in tre regioni: capo, torace e addome. Le sottoclassi più significative sono i cirripedi e i copepodi.
La testa è formata da cinque segmenti, il torace da sette (o meno) e l'addome da tre (o meno), seguiti da un telson terminale.
Il torace possiede appendici biramose mentre l'addome ne è completamente sprovvisto. I Maxillopodi hanno un occhio naupliare formato da tre ocelli, in alcune classi si trovano occhi composti.
I caratteri dei maxillopodi adulti (corpo corto, occhio naupliare, scarso numero di appendici) costituiscono reminiscenze larvali, il che suggerisce che essi si siano evoluti per pedomorfosi, cioè da una post-larva che raggiunse la maturità sessuale senza sviluppare la morfologia adulta.
Fossili di Maxillopoda risalgono fino al periodo Cambriano, soprattutto di cirripedi e pentastomidi.